# Pócspetri
Pócspetri község Szabolcs-Szatmár-Bereg vármegyében, a Nyírbátori járásban.

## Fekvése
A vármegye és a Nyírség délnyugati részén fekszik, Máriapócs nyugati szomszédságában. A megyeszékhelytől, Nyíregyházától 27 kilométerre fekszik, a környező fontosabb települések közül Máriapócstól 3,5, Kállósemjéntől 6, Nyírbátortól és Nagykállótól egyaránt 14-14, Mátészalkától pedig 34 kilométer távolság választja el.

### Megközelítése
Közigazgatási határai között elhalad a Nyíregyháza-Nagykálló-Nyírbátor közt húzódó 4911-es út, így az tekinthető a legfontosabb közúti megközelítési útvonalának. Lakott területén azonban csak a 4928-as út halad keresztül, mely nemcsak az előbbi úttal köti össze, de a szomszédos Máriapócs központjával is. Határszélét keleten érinti még a 4927-es út is.
Déli határszélét érinti a Nyíregyháza–Mátészalka–Zajta-vasútvonal is, de a lakott területét a vasút elkerüli, illetve megállási pontja sincs a település határai között. A legközelebbi vasúti csatlakozási lehetőséget ezért ugyanezen vasútvonal Kállósemjén vasútállomása vagy Máriapócs megállóhelye kínálja.

## Története

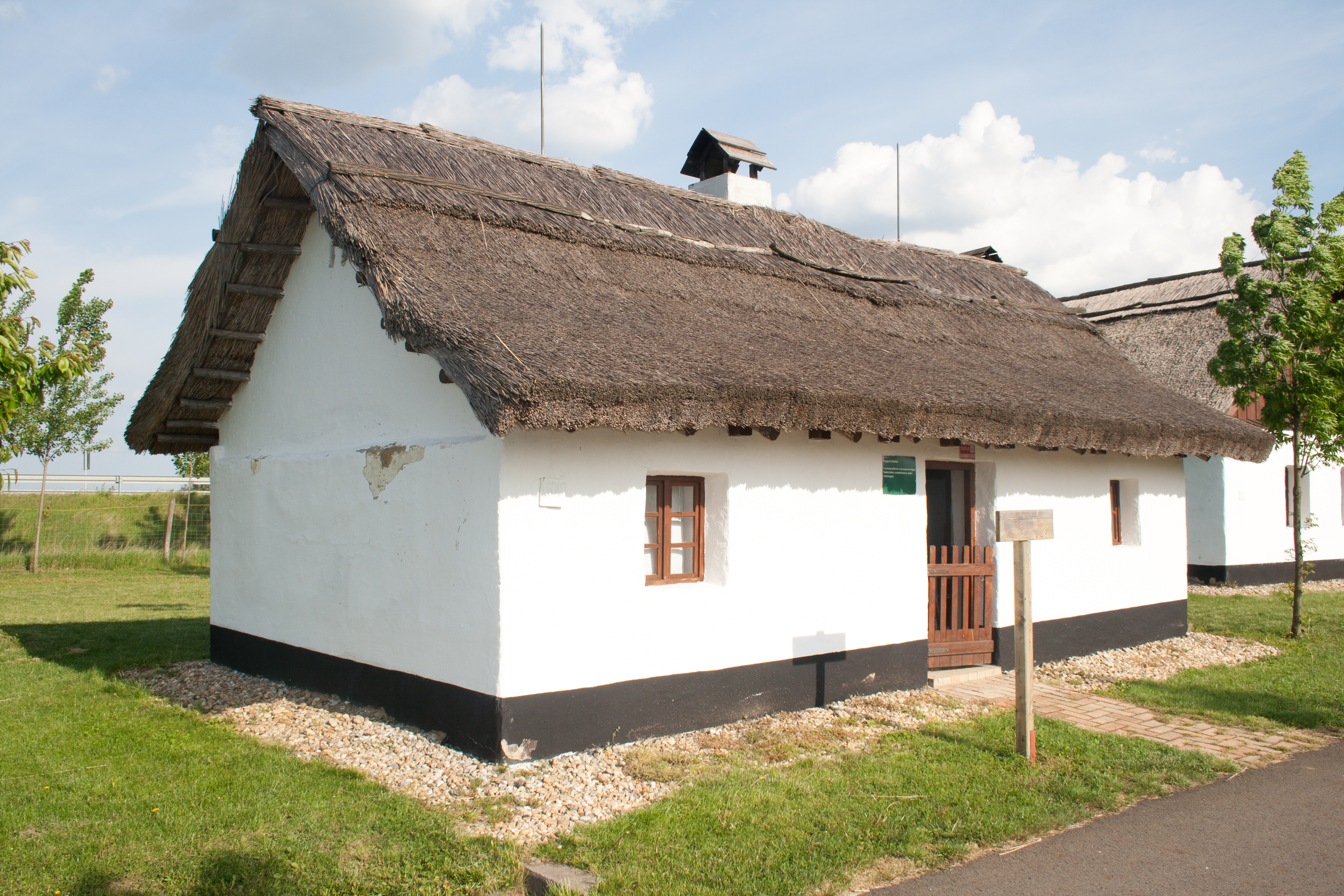
Régi pócspetri ház rekonstrukciója az M3 Archeoparkban

Petri neve 1221-ben tűnik fel először a Váradi regestrumban, ahol István nevű papját említik.
A falu a Hont-Pázmány nemzetségből származó Dersy család birtoka volt, akik később e faluról vették előnevüket is.
1335-ben kelt feljegyzés szerint János nevű papja 3 garas pápai tizedet fizet.
1550-ben Petri a Dersy család birtoka, itt épült fel kúriájuk is. A település Petri névalakjához is ez időben kerül a
Pócs-előtag Pócs-Petri a közelében fekvő Máriapócsról, a megyében fekvő hasonló nevű Lövőpetritől való megkülönböztetésként. 1579-ben a települést Farkas Benedek veszi zálogba a Dersy családtól.
1638-ban Lónyay birtok, Lónyay Andrásné adta zálogba 300 tallérért. 1716-ban viszont már Kakas István birtoka. 1772-ben földesura Molnár Ferenc és gróf Klobusitzky István volt.
A jobbágyfelszabadítás idején több birtokosa is volt a településnek: a Kállay, Horváth, Naghten és Marusi családok birtoka.
Petri (Pócspetri) határába olvadt be a Hont-Pázmányok közül származó Bánki család óvári birtoka. Nevét az Ercsi vár nevű rész őrzi Petri határában.
1948. június 3-án a kommunista hatalom egyházi iskolákat államosító törekvése körüli politikailag kényes légkörben a pócspetri községháza előtt az egyik intézkedő rendőr kezéből egy helyi lakos kicsavarta a fegyvert, majd lövés dördült, kioltva Takács Gábor rendőr őrvezető életét. Ezért a korabeli kommunista hatalom statáriális eljárással 72 óra alatt döntött egy vélhetően koncepciós eljárás során és Királyfalvi (Kremper) Miklóst a falu akkori adóügyi segédjegyzőjét kivégezték. Kremper Ferenc napszámost és Vitéz Gábor földművest letartóztatták és a falu felnőtt lakosainak nagy részével együtt megverték őket. Az atrocitásokat elszenvedők közül később hárman belehaltak sérüléseikbe. 1992-ben perújrafelvétel következtében rehabilitálták a Pócspetriben jogsérelmet szenvedőket.
2017. július 8-án Pócspetriben újratemették a Pócspetri perben 1948-ban halálra ítélt és kivégzett Királyfalvi Miklóst. 2018. július 2-án a Pócspetri-ügy 70. évfordulója alkalmából Történelmi emlékhelyet avattak a községházánál. Felavatták és leleplezték a községháza falán elhelyezett, Királyfalvi Miklós és sérelmet szenvedett társai tiszteletére emelt emléktáblát.
Az esetről Ember Judit készített dokumentumfilmet (Pócspetri, 1982). Pócspetriben ma Ember Judit nevét viseli a korábbi Felszabadulás utca.

## Közélete

### Polgármesterei
- 1990–1992: Somos József (KDNP)[8]
- 1993–1994: Pataki László (független)
- 1994–1998: Pataki László (független)[9]
- 1998–2002: Pataki László (független)[10]
- 2002–2006: Pataki László (független)[11]
- 2006–2010: Pataki László József (független)[12]
- 2010–2014: Pataki László József (független)[13]
- 2014–2019: Tamás György (független)[14]
- 2019–2024: Tamás György (független)[15]
- 2024– : Sitku Zsolt (független)[1]

## Népesség
A település népességének változása:
| Lakosok száma | 1681 | 1677 | 1674 | 1582 | 1496 | 1488 | 1477 |
|               | 2013 | 2014 | 2015 | 2021 | 2022 | 2023 | 2024 |

2001-ben a település lakosságának 95%-a magyar, 5%-a cigány nemzetiségűnek vallotta magát.
A 2011-es népszámlálás során a lakosok 92,6%-a magyarnak, 6% cigánynak, 0,3% németnek mondta magát (7,4% nem nyilatkozott; a kettős identitások miatt a végösszeg nagyobb lehet 100%-nál). A vallási megoszlás a következő volt: római katolikus 63,7%, református 6,6%, görögkatolikus 16,2%, felekezeten kívüli 2% (10,7% nem válaszolt).
2022-ben a lakosság 89,6%-a vallotta magát magyarnak, 6,4% cigánynak, 0,3% németnek, 0,2% románnak, 0,1-0,1% ruszinnak, ukránnak, szlováknak és lengyelnek, 0,5% egyéb, nem hazai nemzetiségűnek (10,4% nem nyilatkozott; a kettős identitások miatt a végösszeg nagyobb lehet 100%-nál). Vallásuk szerint 42,7% volt római katolikus, 6,3% református, 17,8% görög katolikus, 0,3% egyéb keresztény, 0,2% izraelita, 0,2% ortodox, 2,5% felekezeten kívüli (29,9% nem válaszolt).

## Nevezetességei
- „Szent Kereszt Felmagasztalása” római katolikus templom – gótikus stílusban a 13. század végén épült. Az épület homlokzati toronnyal ellátott, háromhajós téglatemplom, melyet 1773 és 1775 között átépítettek.[19]
- Római katolikus plébániaház – későbarokk stílusban épült.
- A 3/4 hét zenekar: Oroszi György, Tamás Balázs, Vass József, Magyar Tamás
- Egri László (1988. május 11. –), költő, tanár, történész.
- Mesterségek fája, mely a falubeliek mindenkori szorgos, odaadó munkájának állít emléket.
- Polgármesteri hivatal épülete (volt Irinyi-kastély)[19]
- Kilátó[19]
- Emlékmű hősi halottainkért[19]
- Nepomuki Szent János-szobor[19]
- Erzsébet-szobor[19]
- KOSZISZ Királyfalvi Miklós Katolikus Általános Iskola

## Híres pócspetriek
- Dr. Veres András győri megyéspüspök, a Magyar Katolikus Püspöki Konferencia elnöke